# Sepiadarium malayense
Sepiadarium malayense är en bläckfiskart som beskrevs av Robson 1932. Sepiadarium malayense ingår i släktet Sepiadarium och familjen Sepiadariidae. Inga underarter finns listade i Catalogue of Life.